# Ozaki Yuji (1972)
Yuji Ozaki (sinh ngày 30 tháng 6 năm 1972) là một cầu thủ bóng đá người Nhật Bản.

## Sự nghiệp câu lạc bộ
Yuji Ozaki đã từng chơi cho JEF United Ichihara.